# Chase XCG-14
Chase XCG-14 – amerykański szybowiec wojskowy z okresu II wojny światowej

## Historia
W 1944 roku w firmie Chase Aircraft Company opracowano szybowiec wojskowy, ostatni z klasy lekkich szybowców transportowych, który mógł zabierać 15 żołnierzy. Szybowiec ten otrzymał oznaczenie XCG-14. Po wybudowaniu prototypu okazało się, że konstrukcja kadłuba nie zapewnia dobrej widoczności z kabiny 
W związku z tym opracowano zbudowano kolejny prototyp, oznaczony jako XCG-14A, w którym zmieniono konstrukcję kadłuba zwiększając widoczność z kabiny pilotów. Wersja była większa i szybowiec ten mógł zabierać 24 żołnierzy. 
Oba prototypy zostały oblatane, w czasie lotów próbnych wykazywały dobre właściwości pilotażowe oraz zadowalające osiągi. Ostatecznie żaden z tych szybowców nie został wprowadzony do produkcji seryjnej. Zbudowano tylko dwa prototypy. 

## Użycie w lotnictwie
Szybowce były używane do lotów próbnych. 

### Opis konstrukcji
Szybowiec Chase XCG-14 był wolnonośnym górnopłatem o konstrukcji drewnianej. W wersji XCG-14 podwozie klasyczne, w wersji XCG-14A – trójpodporowe z kółkiem przednim. Tylna część kadłuba podnoszona do góry do załadunku, równocześnie opuszczano specjalny trap oraz słupki podpierające kadłub. W wersji XCG-14A podwozie było wciągane w locie.